# 石排灣公立學校
石排灣公立學校（葡萄牙語：Escola Oficial de Seac Pai Van）為澳門特別行政區政府開辦之公立學校，隷屬教育及青年發展局（DSEDJ），校址位於石排灣公屋群CN6a地段。該校創立於2019年12月1日，是路環首間一條龍（中學、小學及幼兒教育）學校，合共提供39個教學班，預計提供合共1,365個學額；該校於2020學年先開辦幼兒教育一至三年級及小學一年級、二年級課程，每年級開設一至兩班，普通班每班收生人數上限至35人，學校重視三文四語教育，以中文為第一教學語文，其次是葡萄牙語和英語。2022／23學年起，為配合特區政府教育政策，以回應人才培養需要。為完善教學環境，以提供更便利的升學銜接和整全成長需要，教育及青年發展局將轄下公立學校進行整合，其中位於路環市區的原路環中葡學校合併至本校，並成為五所“一條龍”公立學校之一。
在本校位處CN6a地段大樓內，教育及青年發展局亦附設語言教學活動中心和職業技術教育活動中心。

## 歷史

### 規劃過程
2013年1月中旬，石排灣公屋群入伙在即，政府計劃預留CN6a、CN6b及CN6d地段預留為獨立地段用作社區設施。
2013年12月4日，澳門特區政府宣佈計劃在石排灣公屋群內興建一座公立學校，預計提供450個至630個小學學額及225個至315個幼兒學額，共設27個班級及600至900個學位。同時興建職業教育實踐中心及語言培訓中心，初步預算超過7億元，當中預計在2016年投入使用。其中公立學校的授課語言為中、英、葡三文四語，重點培養有關人才，着重語言溝通、綜合分析能力，利用“發現學習”方式，鼓勵學生培養動手能力，在學習過程中發現問題、提出問題及找尋答案，達至學以致用。職業教育實踐中心則設有會展服務形象及舞台設計區、文化創意產業區及國際廚藝區3個部分，收生對象包括就讀職業技術教育的高中生、社會人士及初中生。而語言培訓中心推廣普通話、葡語及英語，為構建“一中心，一平台”發展，內部更設有宿舍，供學員短期居住並營造良好學習環境。
2014年2月19日，時任教育暨青年局局長梁勵於澳門立法會會議上表示，本校位於CN6a地段，將所提供幼兒、小學教育，同時附設職業教育實踐中心及一語言培訓中心，預計將於2016／17學年投入運作。在此之前，當局會對離島區的學額作整體分析及規劃，包括調整周邊公立學校的招生，確保區內學生接受教育的權利。
2015年4月13日，時任澳門立法會直選議員區錦新批評有關CN6a教育設施地段仍未動工，並詢問有關規劃情況。而時任社會文化司司長譚俊榮指，本校將延遲至2018／19學年才正式招生，首先提供幼稚園300個學額，小學為630個，中學為420個。當時譚俊榮表示，公立學校長年招生不足的境況，即使開辦後可否滿足該區學童和家長的需要，仍需再議。
2016年12月1日，時任澳門立法會直選議員何潤生於立法會施政辯論大會上關注有關石排灣教育用地規劃進度。時任教育暨青年局局長梁勵回應時表示，有關本校位處的CN6地段已完成設計工作，預計很快會進行工程招標。事實上，路環共有171個學額，但2015年沒有一個學生登記就讀。

### 招標及興建
2017年2月1日，教育暨青年局回覆澳門日報查詢，表示當時設計公司已完成相關施工圖則及標書製作，即將進行工程和顧問招標程序及動工興建。該地段佔地7,007干1方米，計劃興建一所公立學校，並設立一個職業技術教育實踐中心和一個語言培訓中心。又表示工程規劃延誤原因是受到2014年3月實施的《城市規劃法》影響，就項目的規劃發展發出新的規劃條件意見，有關的評估報告經相關權限部門深入分析及經設計公司回應有關意見後，最終得到該權限部門的同意意見，項目即將招標及興建。
2017年2月18日，時任立法會直選議員陳明金提出書面質詢關注本校位處CN6a地段規劃和興建延誤原因。同年3月20日，教青局局長梁勵回覆該書面質詢時表示，地段的空氣評估報告、綠化補償方案及環評報告等已提交，並得到工務局同意。有關計劃施工圖則及標書製作已完成，建造工程的招標公告已於同年3月1日的特區公報中刊登，完成招標工作一系列法定程序後，爭取早日動工興建。
2017年11月30日，澳門立法會舉行社會文化範疇施政答辯，時任社會文化司司長譚俊榮表示，本校位處的CN6a地段由於2014年實施新《土地法》實施後，興建學校要進行環評，故工程被拖延，料同年年尾可動工。
2019年7月，市政署代教育暨青年局回覆指，為完善澳門整體教育系統的發展及配合石排灣區居民的教育需要，並配合澳門經濟適度多元發展的人才培養需要，特區政府專門安排一幅在路環石排灣區實際用地面積為7,007平方米的CN6a地段作為教育用地，並在該地段設置包括公立學校、職業技術教育活動和語言教學活動中心。整個項目工程已於2017年透過公開招標方式進行工程招標，並於2018年初開展，現階段已完成主體結構工程，現正開展外墻等內部裝修工作。按現時進度，工程預計於2020年第一季完成，學校可於2020/2021學年開始投入使用。

### 設立及啟用
2019年12月1日，特區政府公報刊登第174/2019號行政命令，宣佈設立“石排灣公立學校”。學校地址位於路環石排灣蝴蝶谷大馬路，依傍大自然和社區，涵蓋幼兒教育、小學教育及中學教育階段。2020/2021學年，學校將招收幼兒教育一年級至三年級以及小學教育一年級學生，預計每年級開設兩班。同一地段內附設職業技術教育活動中心和語言教學活動中心。
2022年7月18日，《澳門特別行政區公報》刊登第29/2022號行政法規《非高等教育公立學校的組織、管理及運作》，法規於同年9月1日起正式生效。當中規定公立學校系統新學年起，提供涵蓋中小幼教育階段的「一條龍」學校並擴展至五間，當中包括本校，而位於路環市區內的原路環中葡學校亦合併至本校。

## 學校概況
2019年12月1日，第174/2019號行政命令正式設立本校。於2020/21學年先開設幼兒教育一至三年級，以及小學教育一、二年級，每年級開設一至二班，收生人數上限為35人。
2022/23學年起，本校成為5間提供涵蓋中小幼教育階段 “一條龍”教育服務的公立學校之一。

## 附屬設施

### 職業技術教育實踐中心
位於石排灣CN6a地段教育用地內，據教育及青年發展局副局長黃嘉棋於2022年10月初向社會人士介紹，職業技術教育活動中心推動職業技術教育發展，幫助青年發展職業導向為方向，以舉辦和協辦國際廚藝、會展及服裝形象與舞台設計、文化創意有關的活動。同時配合非高等教育的職業技術教育制度和發展情況，優先為開辦職業技術教育課程的學校提供場地平台和設施支援，進一步發揮和助力澳門的職業技術教育發展的平台和功能性角色。

### 語言教學活動中心
據教育暨青年局於2020年初回覆社會咨詢委員會關注中表示，語言教學活動中心是一個兼備推廣語言學習、深化語言應用及提供語言測試巧能的教學活動場所，對全澳居民特別是學生學習“三文四語”（粵語、普通話、英語及葡萄牙語）創造有利條件。當時主體結構工程已完成，正進行室內裝修細化階段，預計2020年第四季啟用，並以試行方式與職業技術教育實踐中心共同運作。

## 本校職員
黎玉嬋、高美兒、盧安莉、梁曉雯

## 外部連結
- 石排灣公立學校 （页面存档备份，存于）
- 第174/2019號行政命令─設立石排灣公立學校 （页面存档备份，存于）